# Liste der Einträge im National Register of Historic Places im Union County (Illinois)

Lage des Union County in Illinois

Die Liste der Einträge im National Register of Historic Places im Union County in Illinois führt alle sieben Bauwerke und historischen Stätten im Union County auf, die in das National Register of Historic Places aufgenommen wurden.

## Aktuelle Einträge
| [ 2 ] | Name                                        | Bild                                        | Eintragsdatum        | Lage | Ort       | Beschreibung |
| ----- | ------------------------------------------- | ------------------------------------------- | -------------------- | --- | --------- | ------------ |
| 1     | St. Anne’s Episcopal Church                 | St. Anne’s Episcopal Church                 | 2003 ID-Nr. 02001758 | 507 South Main Street 37° 27′ 34″ N, 89° 15′ 11″ W                                                                        | Anna      |              |
| 2     | St. Paulus Evangelisch-Lutherische Gemeinde | St. Paulus Evangelisch-Lutherische Gemeinde | 1980 ID-Nr. 80001413 | Südlich von Jonesboro an der IL 127 37° 24′ 56,5″ N, 89° 16′ 30,5″ W                                                      | Jonesboro |              |
| 3     | Stinson Memorial Library                    | Stinson Memorial Library                    | 1978 ID-Nr. 78001193 | 409 South Main Street 37° 27′ 29,9″ N, 89° 15′ 6,4″ W                                                                     | Anna      |              |
| 4     | Union Lookout                               | Union Lookout                               | 2003 ID-Nr. 02001759 | Rund 1200 m südlich der Kreuzung der County Road 13 mit der Trail of Tears State Forest Road 37° 28′ 50″ N, 89° 21′ 29″ W | Jonesboro |              |
| 5     | Ware Mounds and Village Site                | Ware Mounds and Village Site                | 1977 ID-Nr. 77000490 | Adresse nicht veröffentlicht                                                                                              | Ware      |              |